# Nesticella quelpartensis
Nesticella quelpartensis är en spindelart som först beskrevs av Paik och Joon Namkung 1969.  Nesticella quelpartensis ingår i släktet Nesticella och familjen grottspindlar. Inga underarter finns listade i Catalogue of Life.